# Halmslidskivling
Halmslidskivling (Volvariella volvacea, syn. Volvaria volvacea) är en svampart som först beskrevs av Pierre Bulliard (v. 1742–1793), och fick sitt nu gällande namn av Rolf Singer 1951. Halmslidskivling ingår i släktet Volvariella,  och familjen Pluteaceae. Artens status i Sverige är: Reproducerande. En underart finns: heimii. Den kan förväxlas med lömsk flugsvamp, men färgen på sporavtrycket skiljer, rosa mot vit.
Halmslidskivlingen kan anses lämplig som handelssvamp. Den används som matsvamp speciellt i östra Asien, där den säljs färsk, torkad eller som konserv. Den säljs även i Europa, inte sällan under beteckningarna volvaire eller champignon de paille.

## Externa länkar

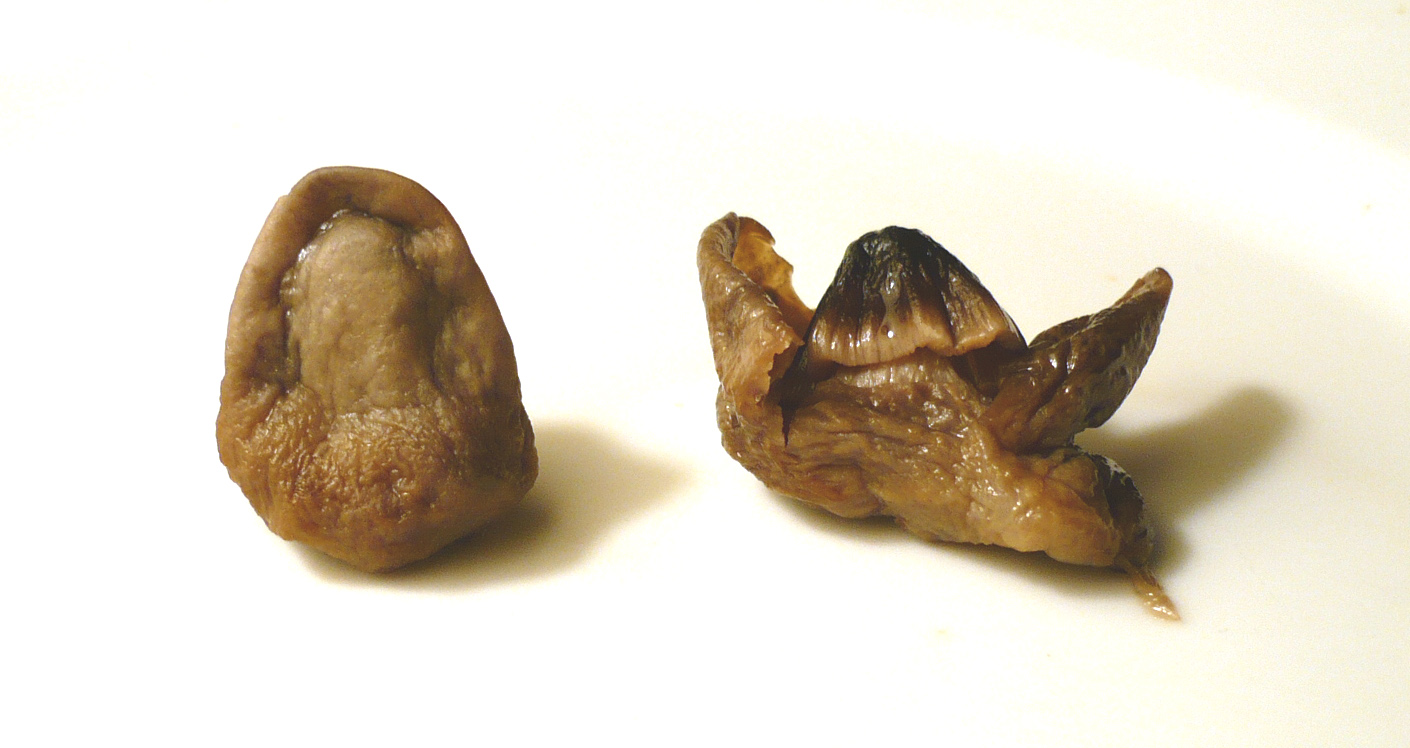
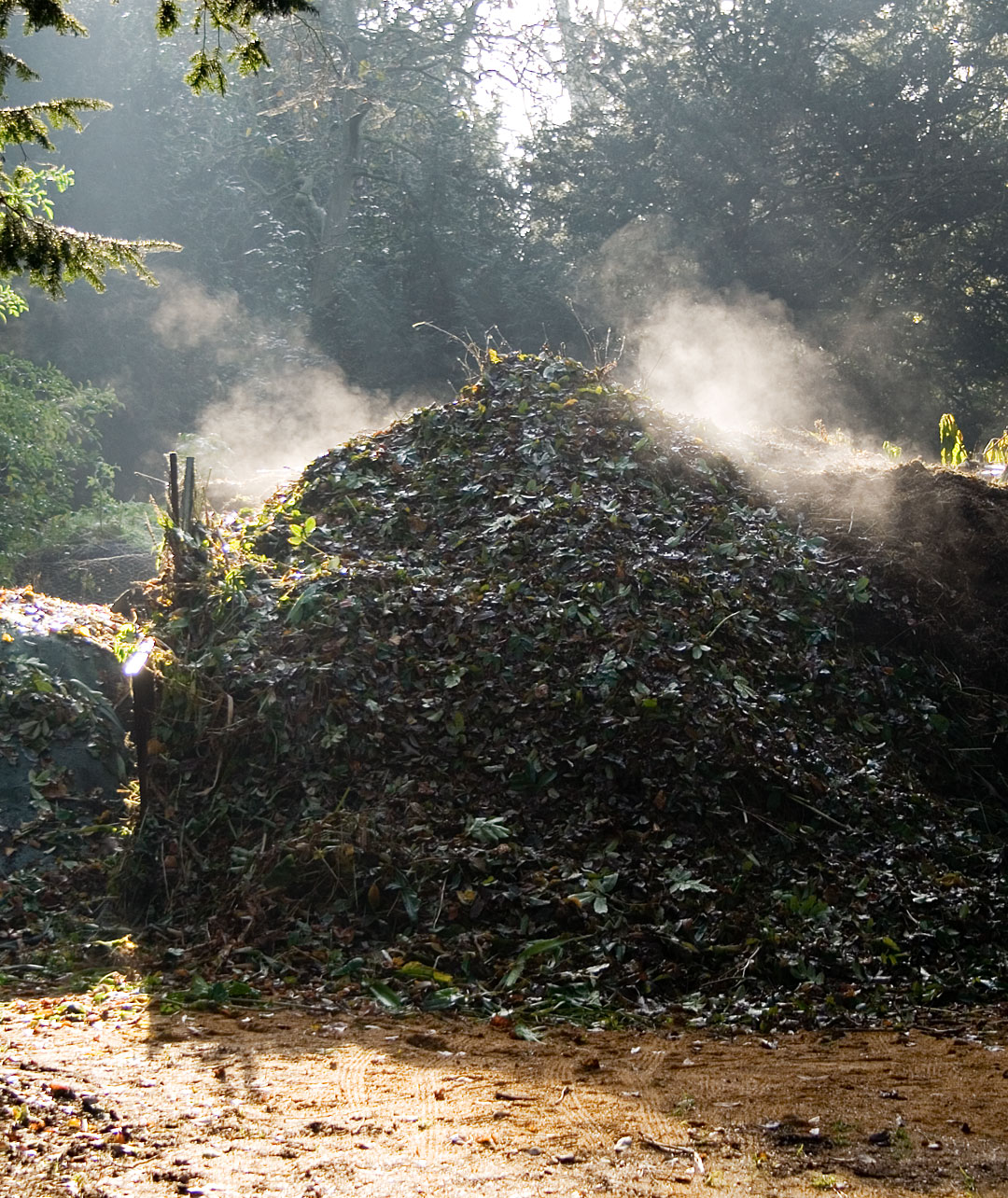
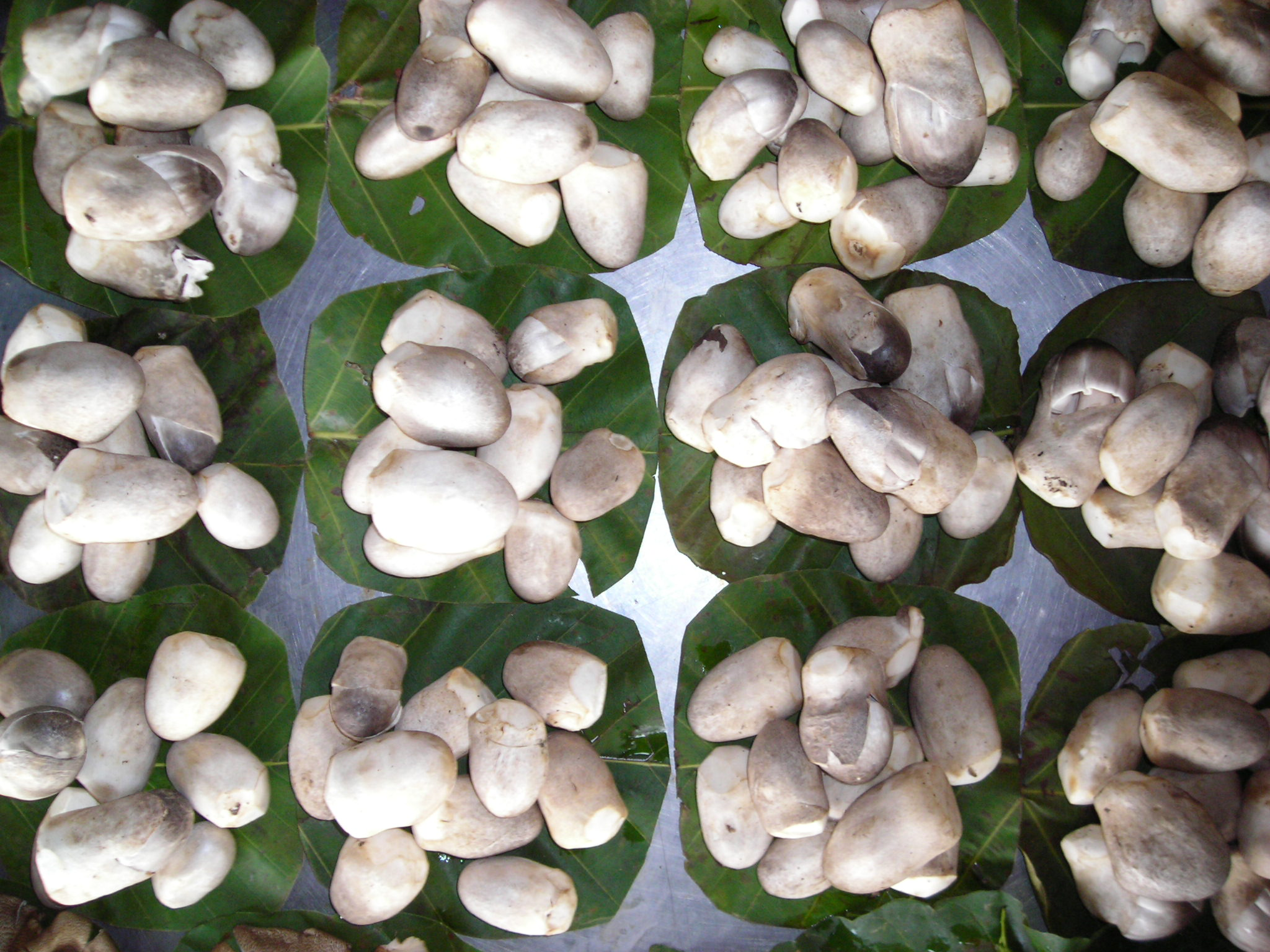
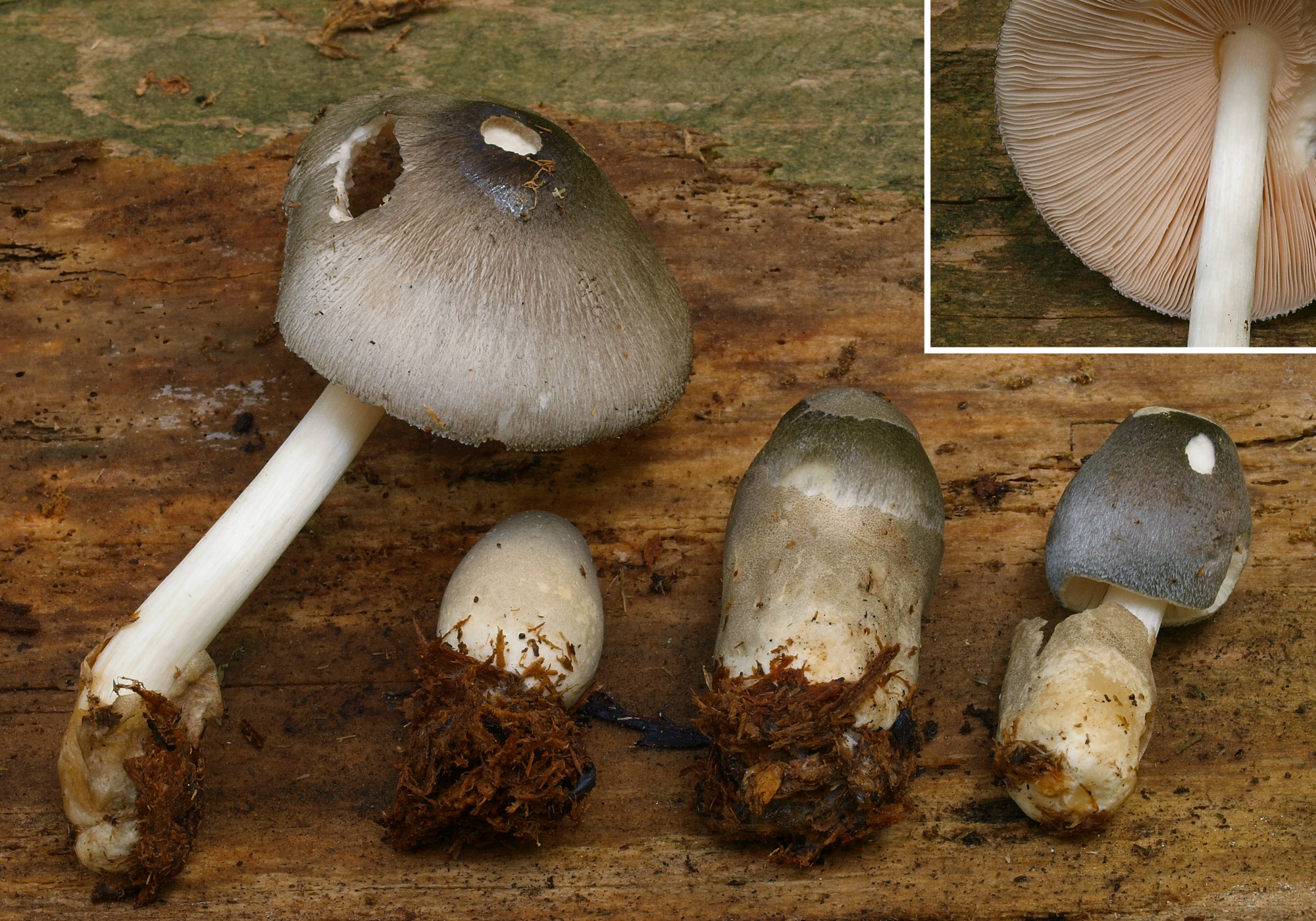
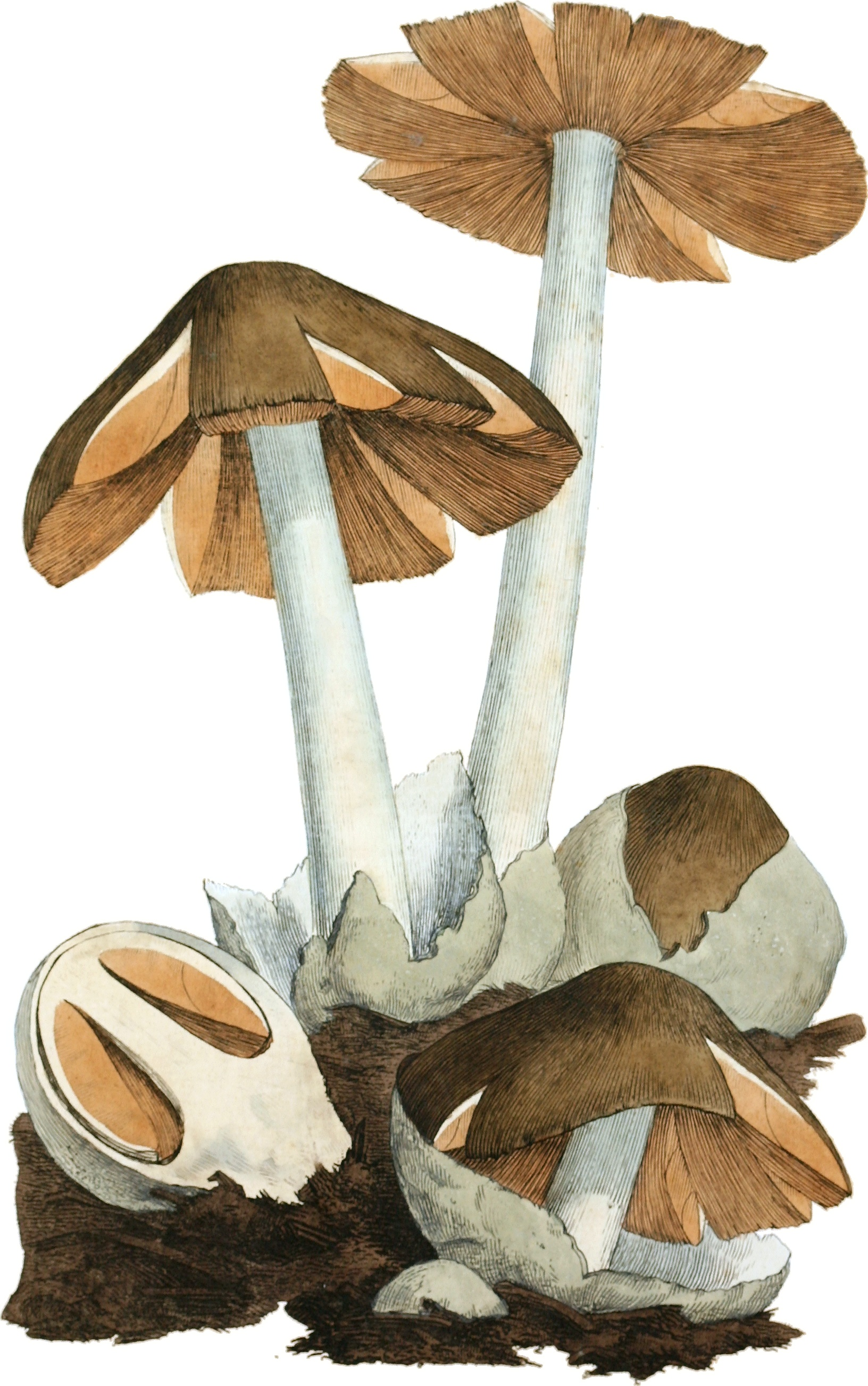
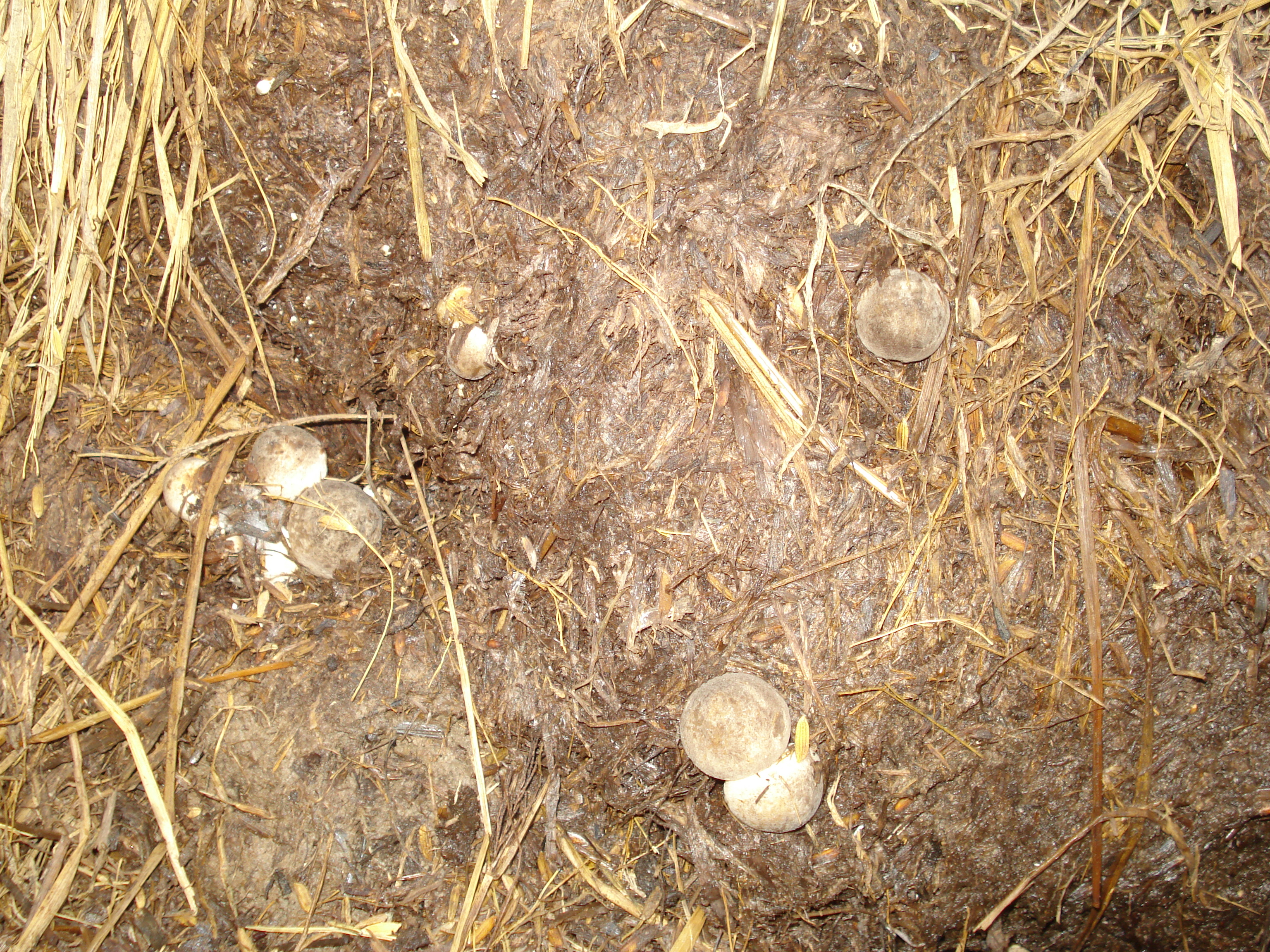